# 乐逊
乐逊（500年—581年），字遵贤，河东郡猗氏县（今山西省临猗县一带）人，南北朝时期儒学家。
北魏正光年间，乐逊曾师从当时的大儒徐遵明学习经书。后来山东地区陷入战乱，学者们流离失散，但乐逊始终没有放弃求学的志向。永安年间，他首次为官，担任安西府长流参军。541年（西魏文帝大统七年），乐逊任子都督。543年（大统九年），应西魏太尉李弼的邀请，教授其子女学问。宇文泰想选拔贤良之人担任地方守令，于是征求人才推荐，相府户曹柳敏、行台郎中卢光、河东郡丞辛粲等人都推荐了乐逊，但李弼将他挽留，不愿放行。550年（大统十六年），乐逊被任命为建忠将军、左中郎将，后转任辅国将军、中散大夫、都督，又在李弼麾下担任西阁祭酒、功曹谘议参军。553年（西魏废帝二年），他受宇文泰召见，为其子女讲授《孝经》《论语》《毛诗》以及服虔注释的《春秋左氏传》。555 年（西魏恭帝二年），任太学助教。
557年（周孝闵帝元年），北周建立后，乐逊担任秋官府上士。同年，他先后担任治太学博士、治小师氏下大夫。谯王宇文俭等皇族子弟都以乐逊为师，学习经书。卫公宇文直驻守蒲州时，乐逊在其麾下任府主簿，加授车骑将军、左光禄大夫。559年（武成元年）六月，乐逊上奏周明帝论述时势十四条。562年（保定二年），乐逊转任遂伯中大夫，被任命为骠骑将军、大都督。564年（保定四年），晋升为车骑大将军、仪同三司。565年（保定五年），为鲁公宇文赟、毕公宇文贤等人讲授儒学。566年（天和元年），经岐州刺史陈公宇文纯推荐为贤良。569 年（天和五年），乐逊请求退休未获周武帝批准，被任命为湖州刺史，封安邑县子。任期结束后返回长安，任皇太子谏议，再次在露门为皇子授课。578年（宣政元年），晋升上仪同大将军。579年（大象元年），周宣帝将其爵位升为崇业郡公，任露门博士。580年（大象二年），又晋升开府仪同大将军，被周静帝任命为汾阴郡太守，他以年老多病为由坚决推辞，后改任东扬州刺史。581年（隋文帝开皇元年），乐逊在家中去世，享年八十二岁。朝廷追赠他蒲陕二州刺史之职。其著作有《孝经序论》《论语序论》《毛诗序论》《左氏春秋序论》《春秋序义》等。